# Whitefield, Oklahoma
Whitefield är en kommun (town) i Haskell County i Oklahoma. Vid 2020 års folkräkning hade Whitefield 371 invånare.